# Kozarevići (Foča-Ustikolina, BiH)
Kozarevići (Kozarovići) su naseljeno mjesto u općini Foči-Ustikolini, Federacija BiH, BiH. Popisano su kao samostalno naselje Kozarovići na popisu 1961., a na kasnijim popisima ne pojavljuju se, jer su 1962. pripojeni Bešlićima (Sl.list NRBiH, br.47/62).

## Stanovništvo
| Narod     | Popis 1961. |
| --------- | ----------- |
| Hrvati    |             |
| Muslimani | 89          |
| Srbi      | 19          |
| ostali    |             |
| Ukupno    | 108         |